# Enevold Brandt
Enevold Brandt (1738 – 28. april 1772) var en dansk hofmand og lensgreve.
Brandt studerede jura og blev 1764 assessor i højesteret. Han var imidlertid allerede i 1755 blevet knyttet til hoffet som hofjunker, og efterhånden valgte han at gøre karriere ved hoffet. Her stødte han sammen med Christian 7.'s yndling, grev Frederik Vilhelm Conrad Holck, og han dristede sig til at skrive et brev til kongen, hvori han både angreb sin rival og roste sig selv (2. maj 1768). Svaret derpå var en ordre fra kongen om at forlade København inden 24 timer og de kongelige stater i løbet af 8 dage samt forbud mod at komme tilbage igen nogensinde. Han blev dog snart taget til nåde igen.
Den 29. januar 1766 blev han optaget i den københavnske frimurerloge St. Martin zum Nordstern.
I juli 1769 blev han udnævnt til kammerherre og fik kort derefter sæde i den oldenborgske regering.
Han havde allerede tidligere gjort Johann Friedrich Struensees bekendtskab, og da Struensee søgte at håndtere landets love, mente han at kunne få gavn af Brandt. Brandt steg hurtigt helt til tops sammen med Struensee, blandt andet fik han afskediget rivalen Holck-Winterfeldt, og han blev i 1771 lensgreve.
Hans tid på toppen i den nationale elite skulle imidlertid blive kortvarig, idet han delte skæbne med Struensee. Natten mellem den 16. og 17. januar 1772 blev Struensee og Brandt arresteret og hensat i fængselsceller i Kastellet. Brandt blev anklaget for ved flere lejligheder at have pryglet kongen. Begge kendtes skyldige i majestætsfornærmelse, Christian 7. underskrev dødsdommen, som blev eksekveret ved halshugning den 28. april på Østerfælled.